# Rhamnus baldschuanicus
Rhamnus baldschuanicus är en brakvedsväxtart som beskrevs av Valery Ivanovich Grubov. Rhamnus baldschuanicus ingår i släktet getaplar, och familjen brakvedsväxter. Inga underarter finns listade i Catalogue of Life.